# فيكتور بابيش
كان فيكتور بابيش (نطق روماني: ‎[ˈviktor ˈbabeʃ]‏ ولد 28 يوليو 1854 في فيينا – توفي 19 أكتوبر 1926 في بوخارست) طبيب وعالم جراثيم وأكاديمي وأستاذ. يُعتبر فيكتور بابش أحد مؤسسي علم الجراثيم الحديث، وهو مؤلف واحدة من أوائل الأطروحات حول علم الجراثيم في العالم – البكتيريا ودورها في التشريح المرضي ونسجيّات الأمراض المعدية، كتبها بالتعاون مع العالم الفرنسي في. إيه. كورنيل عام 1885. في عام 1888، استند بابش على مبدأ المناعة السلبية، وعبّر بعدها ببضعة سنوات عن مبدأ التضاد الحيوي. قدم إسهامات سبّاقة كبيرة في دراسات داء الكلب والجذام والخناق والسل وأمراض إنتانية أخرى. اكتشف أيضًا أكثر من 50 جرثومة وتوقع وسائل جديدة لتلوين البكتيريا والفطور. قدم فكتور بابش لقاح داء الكلب وأسس المعالجة المصلية في رومانيا.
تحمل جامعة بابش- بوليا في كلوج نابوكا وجامعة الطب والصيدلة في تيميشوارا اسمه.

## النشاط العلمي
بدأ سيرته العلمية كمساعد في مختبر التشريح المرضي في بودابست (1874 – 1881). في عام 1885 عُيّن أستاذًا في مرضيات الأنسجة (أو علم أمراض الأنسجة) في كلية الطب في بودابست. في نفس السنة، اكتشف الأبواغ الطفيلية للقراد، اسمها بابسيا باسمه (من فصيلة بابيسيداي)، والتي تسبب مرض نادر وحاد اسمه داء البابسيات. لاحقًا في تلك السنة، نشر أول أطروحة عن علم الجراثيم في العالم، الباكتيريا ودورها في التشريح المرضي ونسجيّات الأمراض المعدية، التي ألفها بالمشاركة مع كورنيل.
كانت مساعي بابش العلمية واسعة النطاق. كان أول من أظهر وجود عصيات السل في بول المرضى المصابين... اكتشف أيضًا مكتنفات خلوية في الخلايا العصبية المصابة بداء الكلب. تقديرًا لتشخيصه، جرت تسميتهم على اسمه (أجسام بابش- نيغري). كان فكتور بابش مروج مبدأ علم الأمراض الوصفي في عملية الإنتان، من خلال إرشادات طبية مبنية على التجميع بين علم الجراثيم وعلم الأمراض. نُسب إلى بابش اختراع أول نموذج مميز لمنظم الحرارة وبعض الطرق في تلوين البكتيريا والفطور في المستحضرات النسجية والمستنبتات.
في عام 1887، استُدعي فيكتور بابش إلى البلاد من قِبل الحكومة الرومانية وعُيّن أستاذ التشريح المرضي وعلم الباكتيريا في كلية الطب في بوخارست. ظل في هذا المنصب حتى عام 1926. أيضًا في عام 1887، تأسس، بموجب القانون رقم 1197، معهد علم الباكتيريا وعلم الأمراض، برئاسة فكتور بابش والذي حمل اسمه لاحقًا (معهد فكتور بابش). في عام 1889 انتخب عضو مناظر في الأكاديمية الرومانية، ومن عام 1893 أصبح عضوًا فخريًا في هذا المنصب.
في عام 1990 أسس جمعية التشريح في بوخارست، متناولًا الدراسات السريرية التشريحية. في عام 1913 حضّر لقاحًا ضد الكوليرا للقضاء على جائحة الكوليرا التي تفشت ضمن الجيش الروماني الذي كان في حملة عسكرية في حرب البلقان الثانية في بلغاريا. بين عامي 1916 و1918 واصل تحضير منتجات بيولوجية، مستقرًا في المنطقة التي تحتلها قوى المركز. في عام 1919 عُيّن أستاذًا في جامعة كلوج، المؤسسة حديثًا تلك السنة.
قدم بابش لقاح داء الكلب في رومانيا، بعد ثلاث سنوات فقط من إصدار لويس باستور الأول له. يُعتبر ثاني عالم داء كلب في العالم بعد باستور وأب المعالجة المصلية، سلف علم المناعة الحديث. كان لعمله تأثير كبير أيضًا على الطب البيطري، خصوصًا فيما يتعلق بالطب الوقائي والعلاج بالمصل. حضر مصل مضاد للخناق وأجرى عملية شاملة في بحث البلاغرا (الحصاف) والسل وحمى التيفوئيد والجذام. نشر ما يقارب 1,000 ورقة بحثية علمية و25 دراسة في حقل علم الأحياء الدقيقة وعلم الأمراض.
إقرارًا لعمله الإبداعي في الطب، انتُخب فكتور بابش عضوًا في الأكاديمية الوطنية الفرنسية للطب، والهيئة العالمية لمكافحة الجذام، وتلقى جائزة الأكاديمية الفرنسية للعلوم ثلاث مرات. أيضًا، مُنح رتبة فارس من وسام جوقة الشرف.